# Мальковати, Энрика
Энрика Мальковати (итал. Enrica Malcovati, 21 октября 1894[…], Павия, Ломбардия — 4 января 1990, Павия, Ломбардия) — итальянский классический филолог.

## Карьера
В 1927 году она была главным редактором Athenaeum после смерти своего наставника Карло Паскаля. Она стала частным преподавателем в Павийском университете в 1930 году, в том же году, когда был опубликован её главный труд — три тома «Oratorum Romanorum fragmenta».
В 1940 году Мальковати перешла в университет Кальяри, чтобы стать профессором латыни. В этой роли она опубликовала несколько исследований и переводов древних авторов, включая Лукана и Цицерона. В 1946 году она заняла должность профессора греческого языка в Павийском университете, а в 1950 году перешла на кафедру латинского языка. Вышла на пенсию в 1969 году.
В 1970 году она получила звание почётного доктора философии Венского университета, а в 1978 году была избрана членом Академии деи Линчеи.

## Память
После её смерти её памяти был посвящён выпуск Bollettino dei classici. Материалы конференции, опубликованные в 1996 году, посвящены октябрьской конференции 1994 года, проведённой в Павии по случаю 100-летия со дня её рождения.
Родной город Мальковати, Павия, назвал улицу в её честь «Виа Энрика Мальковати».

## Избранные публикации
- Malcovati, E. 1921 (1st edition) Imperatoris Caesaris Augusti operum fragmenta. Turin.
- Malcovati, E. 1930 (1st edition) (ed.) Oratorum Romanorum fragmenta. Turin.
- Malcovati, E. 1940. M. Anneo Lucano. Milan.
- Malcovati, E. 1943. "Cicerone e la poesia",. Pavia, Annali della Facoltà di lettere e di filosofia della Università di Cagliari 13.
- Malcovati, E. 1944. Clodia, Fulvia, Marzia, Terenzia. Rome.
- Malcovati, E. 1945. Donne, ispiratrici di poeti nell’antica Roma. Rome.
- Malcovati, E. 1952. Madame Dacier, una gentildonna filologa del gran secolo. Florence.
- Malcovati, E. 1965 (1st edition) (ed.) M. Tulli Ciceronis Brutus. Leipzig.